# إرنست تي جونز
إرنست تي جونز (بالإنجليزية: Ernest T. Jones)‏ هو مدرب رياضي أمريكي، ولد في 18 يناير 1970.